# 懷特布里斯特鎮區 (愛荷華州盧卡斯縣)
懷特布里斯特鎮區（英語：Whitebreast Township）是位於美國愛荷華州盧卡斯縣的一個行政鎮區。

## 地方資料
根據2010年美國人口普查的數據，懷特布里斯特鎮區的面積為94.03平方千米，當中陸地面積為93.75平方千米，而水域面積為0.28平方千米。當地共有人口488人，而人口密度為每平方千米5.19人。